# Paventia asemantica
Paventia asemantica là một loài bướm đêm trong họ Noctuidae.